# Sotogahama
Sotogahama (japanska: 外ヶ浜町?, Sotogahama-machi) är en landskommun (köping) på Tsugaruhalvön i Aomori prefektur i Japan.  
Kommunen bildades 2005 genom en sammanslagning av kommunerna Kanita, Tairadate och Minmiya. Den består av två geografiskt delar som är åtskilda av kommunen Imabetsu.